# Minh Thế Tông
Minh Thế Tông (chữ Hán: 明世宗, 16 tháng 9, 1507 - 23 tháng 1, 1567), là vị Hoàng đế thứ 12 của nhà Minh trong lịch sử Trung Quốc. Ông cai trị tổng cộng 45 năm, từ năm 1521 tới năm 1567, trở thành một trong những vị Hoàng đế Trung Quốc tại vị trên ngai vàng lâu nhất. Trong suốt thời gian trị vì, ông chỉ dùng một niên hiệu là Gia Tĩnh (嘉靖), nên chính sử cũng gọi ông là Gia Tĩnh Đế (嘉靖帝).
Trong quãng thời gian nhiều năm đầu cai trị, Thế Tông Gia Tĩnh Hoàng đế tiến hành cải cách, chăm lo quốc sự, chính sách quyết đoán, dẹp trừ hoạn quan, củng cố biên cương, xuất hiện 1 giai đoạn Trung hưng cục diện (中兴局面, Gia Tĩnh trung hưng), ổn định lại Đại Minh. Nhưng trong 18 năm cuối cùng trị vì, Thế Tông dần dần bỏ bê chính sự, không buồn thiết triều, pháp kỷ quốc gia cũng dần bị bãi bỏ.

## Thân thế

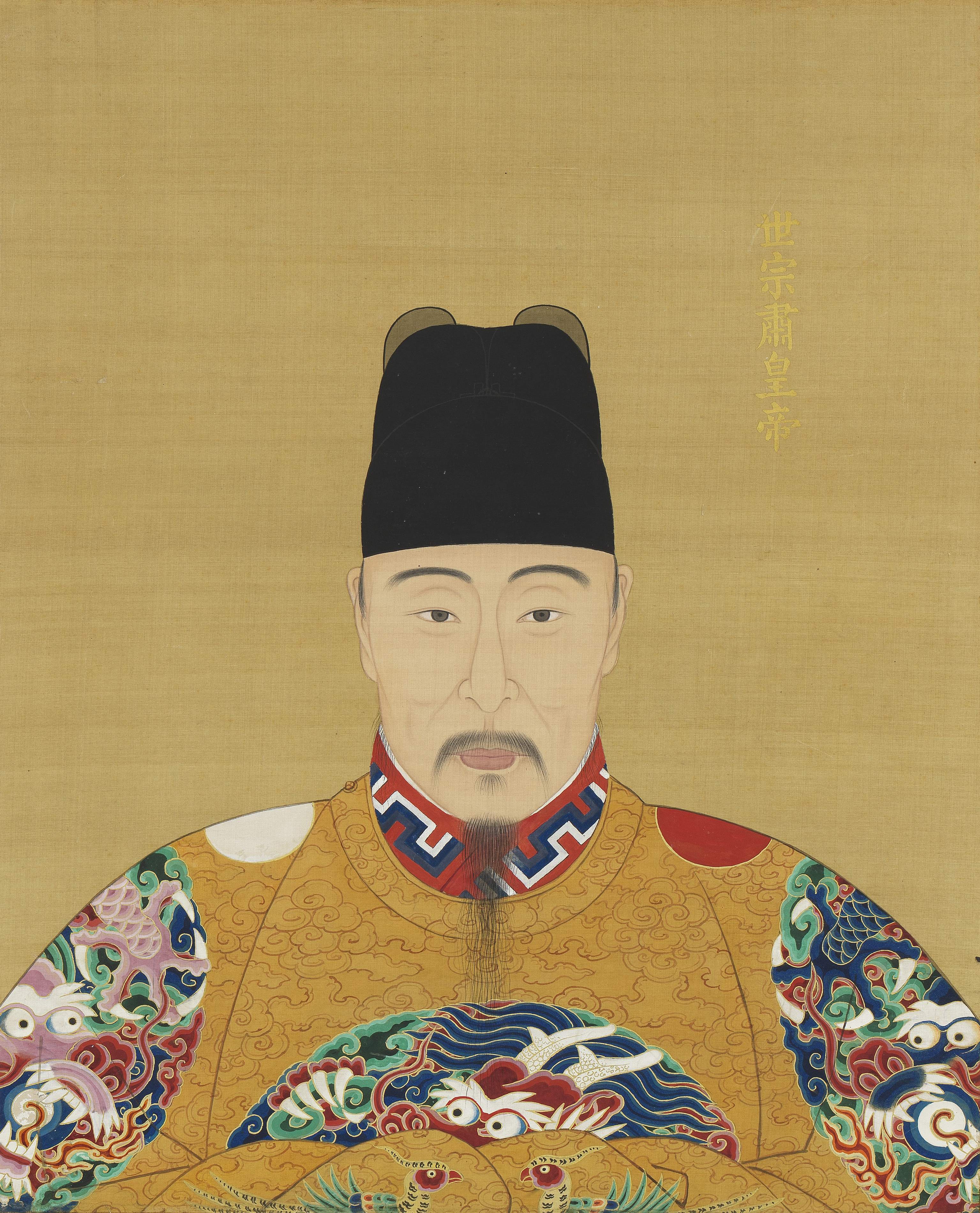
Minh Thế Tông Gia Tĩnh Hoàng đế Chu Hậu Thông

Thế Tông Gia Tĩnh Hoàng đế tên thật là Chu Hậu Thông (朱厚熜), sinh ngày 16 tháng 9, năm 1507, là con trai thứ hai và cũng là người con trai duy nhất còn sống của Hưng Hiến vương Chu Hữu Nguyên, mẹ là Hưng vương phi Tưởng thị. Xét theo vai vế, ông là em họ của Minh Vũ Tông Chính Đức Đế. Chu Hậu Thông từ nhỏ tính tình nhanh nhẹn, thông minh và biết tiết kiệm, rất được phụ thân yêu quý.
Năm 1519, Hưng vương Chu Hữu Nguyên mất, thụy là Hưng Hiến vương (兴献王). Chu Hậu Thông được tập tước Hưng vương theo quy định của triều Minh.
Năm 1521, Minh Vũ Tông bất ngờ lâm bệnh giá băng mà không để lại người con nào. Thủ phụ Dương Đình Hòa căn cứ theo "Hoàng Minh tổ huấn", xét thấy Chu Hậu Thông là người có đủ tư cách kế vị nhất, đã xin ý chỉ của Trương Thái hậu cho đón ông lên ngôi. Cũng trong năm đó, Chu Hậu Thông được Dương Đình Hòa đưa vào cung và lên ngôi, lấy niên hiệu là Gia Tĩnh.

## Trị vì
Sau khi Gia Tĩnh Đế kế vị, triều đình xảy ra sự kiện Đại lễ nghị (大礼议), kéo dài từ năm 1521 đến 1524, xoay quanh việc truy tôn thụy hiệu cho cha của Gia Tĩnh là Hưng Hiến vương làm Hưng Hiến Đế (兴献帝). Triều đình chia làm hai phái: Hộ lễ duy trì lễ chế phong kiến và Nghị lễ ủng hộ nguyện vọng cá nhân của Hoàng đế. Kết quả Gia Tĩnh dựa vào hoàng quyền hùng mạnh, giành được thắng lợi cuối cùng, những người phản đối bị phạt trượng, bắt giam, đình bổng (cắt lương) và bãi nhiệm, trong đó có nhà thơ Dương Thận. Cuối cùng, Gia Tĩnh Đế có thể truy tôn cho Hưng Hiến vương làm Duệ Tông Hiến Hoàng đế (睿宗獻皇帝), tôn mẫu thân Tưởng phi làm Hưng Quốc Hoàng thái hậu (興國皇太后). Phụng thờ bài vị Duệ Tông được ở tại Thái miếu, đứng trên bài vị của Vũ Tông quá thế.
Tuy Gia Tĩnh lên ngôi lúc mới 15 tuổi và chưa có nhiều kinh nghiệm nhưng nhờ có Dương Đình Hòa làm nhiếp chính, Gia Tĩnh Đế đã sáng suốt vạch ra nhiều tệ nạn xấu thời Vũ Tông. Ngay sau đó, ông đã thực hiện hàng loạt những cải cách mới, sử xưng Gia Tĩnh tân chánh (嘉靖新政). Trong thời kì này, vua nghiêm minh dùng hình, điều chỉnh quan lại, chỉnh đốn luật lệ triều cương, đại xá thiên hạ, nghiêm cấm hoạn quan can dự triều chính, hoàn thiện chế độ khoa cử, giảm kinh phú dịch, thẩm tra trang viên hoàng thân quốc thích, chia công bằng cho dân chúng, củng cố quân đội đẩy lùi ngoại bang.
Mâu thuẫn xã hội dần dần được xoa dịu. Triều chính đổi mới, quốc khố tăng đáng kể, dân chúng ấm no, hạnh phúc. Thần dân thiên hạ tan dương vị vua mới anh minh, ca tụng công lao của Dương Đình Hòa. Triều Minh tạm thời thay đổi một diện mạo mới khiến hết thảy mọi người đều vui mừng. Thời đại này gọi là Gia Tĩnh trung hưng (嘉靖中兴), rất được các sử gia hậu Minh đánh giá cao.

### Chỉnh đốn chính trị

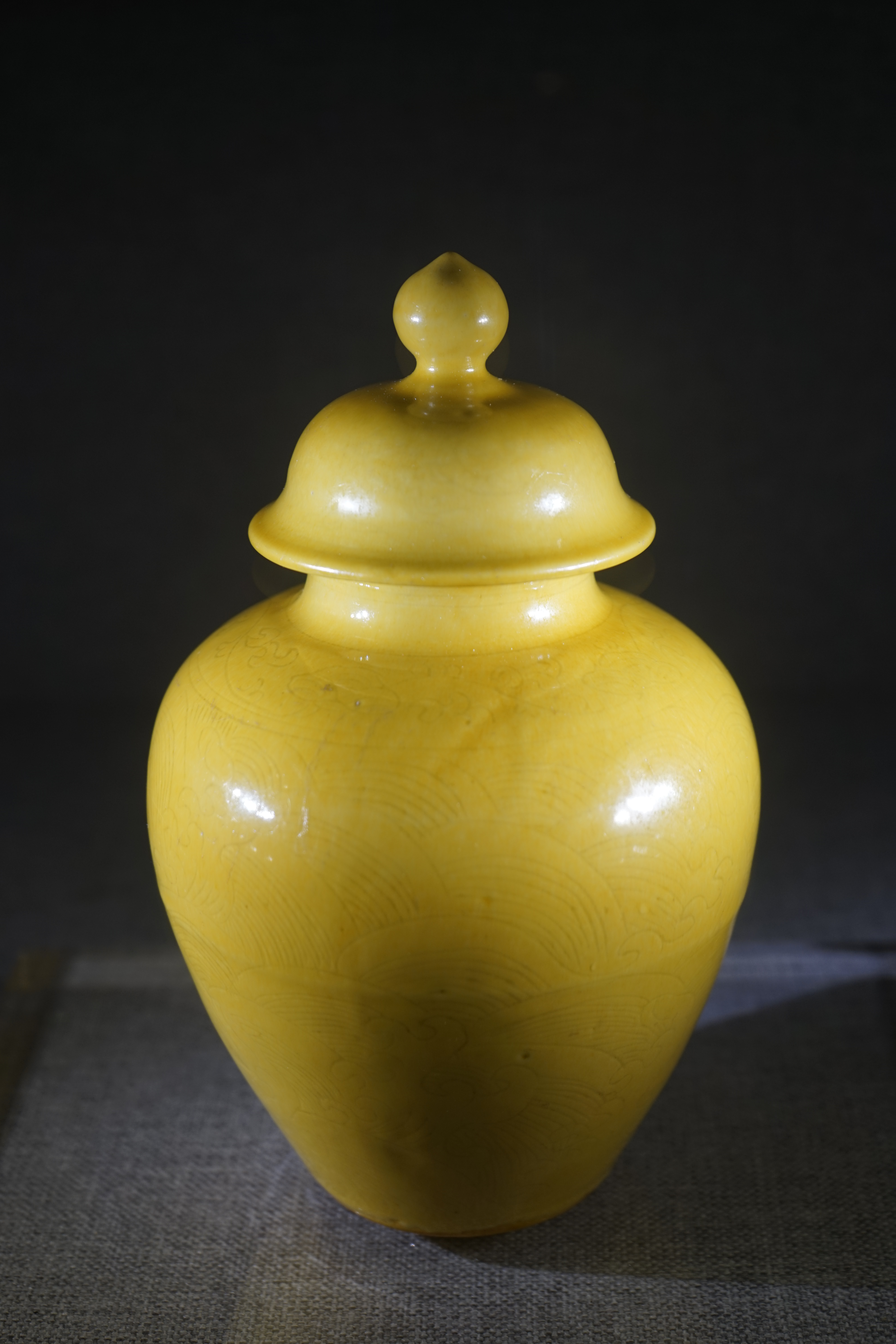
Nồi và nắp tráng men màu vàng với thiết kế các vệt ẩn từ lò nung, từ thời Gia Tĩnh

Từ thời Minh Tuyên Tông Tuyên Đức Hoàng đế, chính trị rơi vào hình tam giác thế lực: Hoàng đế, văn quan và hoạn quan. Đặc biệt là văn quan, nắm trong tay nhiều quyền lực thông qua sử sách, quy củ, dùng pháp chế để khống chế ngai vị hoàng đế, cũng vì đó mà căn bản khiến các ngôn quan hình thành nên thế lực can chánh trọng yếu.
Từ khi Gia Tĩnh Đế kế vị, đả áp hoạn quan, nghiêm cấm hoạn quan can chính, triệt đi nhiều quyền hành. Điển hình là nhóm hoạn quan Bát hổ từng hoành hành trong thời Chính Đức, ông quyết định tước dần quyền lực của bọn chúng, sau đó lưu đày hoặc bắt phải về quê nghỉ hưu. Đối với văn quan, qua cuộc đại lễ nghị về việc danh vị cho cha mẹ, Gia Tĩnh Đế đả kích tập đoàn văn quan, từ đó nảy sinh sự mâu thuẫn vua tôi. Nhất là Dương Đình Hòa, vốn thuộc phe phái văn quan, ông luôn lo lắng sẽ bị Gia Tĩnh hãm hại nên một mặt định làm hòa với vua, một mặt thì định từ quan. Gia Tĩnh nhận ra điều đó nên dần dần bãi trừ đi sự ảnh hưởng của Dương Đình Hòa, buộc ông ta phải từ quan và rút khỏi triều đình. Cuối cùng, Gia Tĩnh Đế thành lập nên cho mình các viên quan mới, đảm bảo hoàng quyền của mình. Từ thời Minh Thành Tổ, vì dùng hoạn quan để giành hoàng vị nên bãi bỏ nhiều quy chế của Minh Thái Tổ, để hoạn quan lạm quyền, đến nay Gia Tĩnh Đế nhất quyết theo Hồng Vũ tổ chế, triệt giải hoàn toàn nhân lực gian nịnh đã tích lũy nhiều đời, mở ra cục bộ cải cách toàn diện.
Chỉnh đốn sự tiêu cực của Hàn lâm viện đã tích lũy nhiều năm, Gia Tĩnh Đế đề cao năng lực thực thụ của Nội các Đại học sĩ, hành chỉnh lại thực quyền, đề cao hoàng quyền trung tâm của Hoàng đế. Đối với ngoại thích, Gia Tĩnh phế đi thế lực họ Trương của dòng dõi Hiếu Thành Kính Hoàng hậu, dẹp trừ nạn ngoại thích.

### Khoa cử và Văn học
Đối với chế độ Khoa cử, lấy Khoa bảng làm gốc, Gia Tĩnh Đế sau khi lên ngôi rất xem trọng việc này, nên đã ra sức cải cách và hoàn thiện chế độ khoa cử của nhà Minh. Ông trọng dụng những người ngay thẳng, khích lệ sĩ khí, phát triển giáo dục công năng.
Trong thời Gia Tĩnh, nhiều tác phẩm văn học lớn xuất hiện. Tam quốc diễn nghĩa và Thủy hử. Lý Thời Trân (李时珍), Lý Khai Tiên (李开先), Từ Văn Trưởng (徐文长) đều là các nhân tài nổi danh trong nhiều lĩnh vực, tạo nên một thời kỳ văn hóa phát triển rực rỡ.
Đương thời, Gia Tĩnh Đế thập phần coi trọng Vĩnh Lạc đại điển (永乐大典), do bị đốt mất, Gia Tĩnh Đế tiến hành làm bản sao để cất giữ trong cung, ghi chép lại thời kỳ Vĩnh Lạc Đế trị vì về cách thức chính trị.

### Nam uy Bắc lỗ

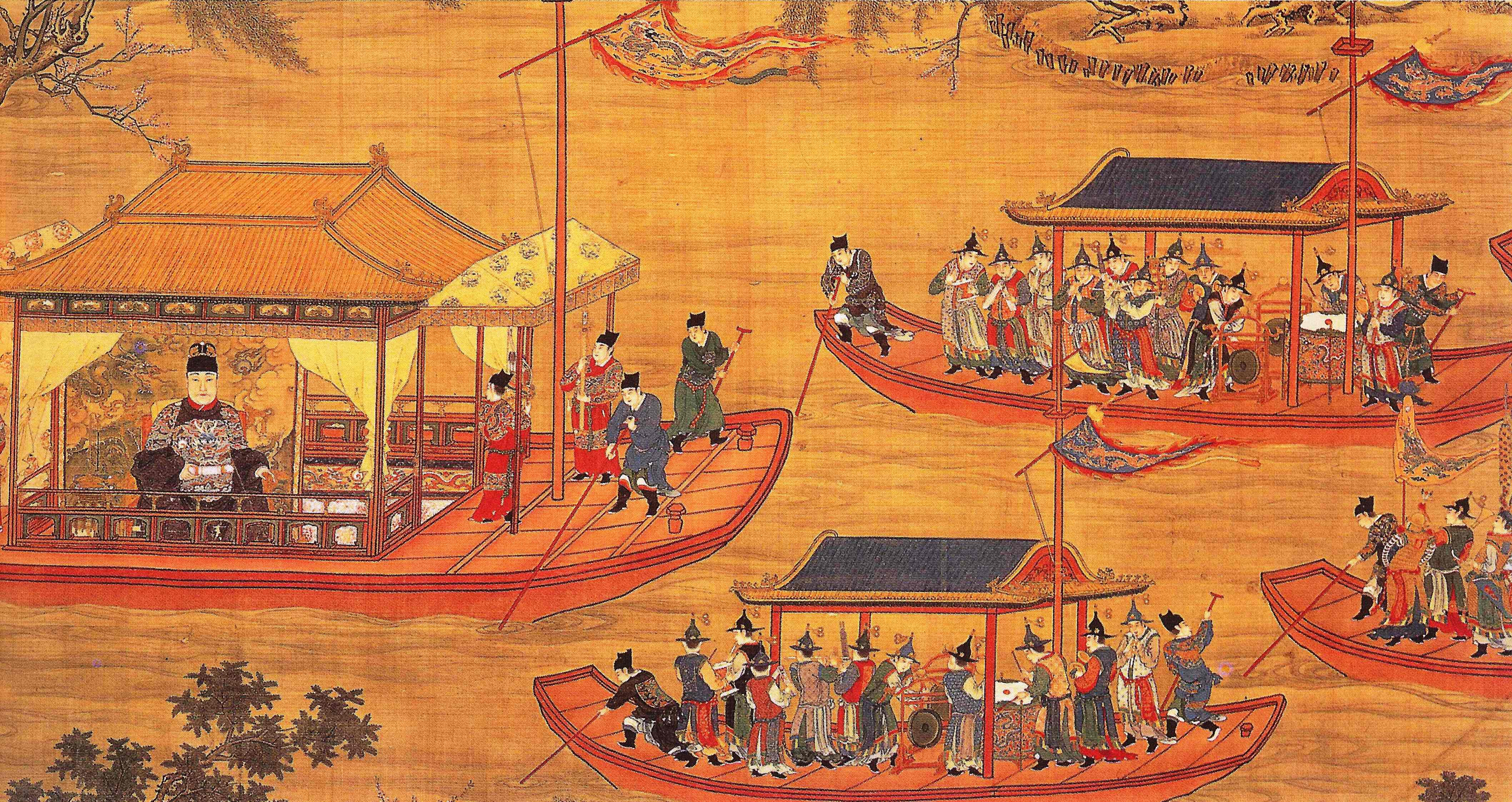
Hoàng đế Gia Tĩnh du ngoạn trên chiếc thuyền rồng của mình, từ một cuộn tranh được vẽ vào năm 1538 bởi các họa sĩ triều đình chưa rõ danh tính

#### Đại Việt
Năm 1527, ở Đại Việt, quyền thần Mạc Đăng Dung đã cướp ngôi nhà Lê sơ, lập ra nhà Mạc. Tuy nhiên, chính quyền của ông ta không được lòng các cựu thần nhà Lê, khiến nước Việt rơi vào nội loạn. Năm 1533, một cựu thần nhà Lê là Nguyễn Kim đưa con cháu họ Lê lên ngôi ở Lan Xang, trung hưng nhà Lê, rồi cho sứ sang Trung Quốc cầu viện nhà Minh đánh nhà Mạc. Chúa Bầu Vũ Văn Uyên đang cát cứ chống Mạc ở Tuyên Quang cũng cho người sang Yên Kinh tố cáo việc nhà Mạc cướp ngôi. 
Gia Tĩnh không hoàn toàn có ý định nam chinh, nhưng vào năm 1537, ông vẫn sai tướng Mao Bá Ôn huy động binh lính ở Quảng Tây, Hồ Quảng, Phúc Kiến rồi đem quân xuống đóng gần biên giới Đại Việt. Nhằm phô trương thanh thế mà không phải đem quân sang Đại Việt, năm 1538, Gia Tĩnh lệnh cho Mao Bá Ôn một mặt phao tin sẽ đánh nhà Mạc để trừng trị tội soán vị, mặt khác gửi tối hậu thư buộc nhà Mạc phải hàng phục mình nếu muốn được tha tội. Ngày 14 tháng 5 năm 1539, phía nhà Mạc đã sai người sang dâng biểu xin hàng nhưng nhà Minh không chấp nhận. Để tránh một cuộc chiến rủi ro với Trung Quốc, ngày 3 tháng 11 âm lịch năm 1540, Mạc Đăng Dung đã đích thân đến ải Nam Quan, tự trói mình và dâng biểu, cắt đất, nộp sổ sách để xin hàng nhà Minh. Sau sự kiện này, Mao Bá Ôn cho rút quân, biên giới phía nam yên ổn trở lại.

#### Mông Cổ
Đại Minh dưới thời Gia Tĩnh đã trải một thời kỳ thái bình lâu dài, nhưng vào năm 1542, vua Mông Cổ Altan Khan bắt đầu quấy rối khu vực dọc theo biên giới phía bắc. Năm 1550, thủ lĩnh Yểm Đáp nhà Bắc Nguyên thậm chí đem 10 vạn quân tấn công nhà Minh. Tổng binh phòng vệ Đại Đồng là một kẻ vô dụng, cơ bản không hiểu biết gì về quân sự, đã đem vàng bạc đút lót Yêm Đáp, đề nghị ông dẫn quân sang đánh nơi khác. Yêm Đáp nhận được vàng bạc liền điều quân vượt Vạn Lý Trường Thành đánh sang phía đông, nhanh chóng chiếm được Kỳ Châu, Mật Vân và Thông Châu, tiến thẳng đến ngoại vi Yên Kinh. Gia Tĩnh lệnh cho đem hai vạn quân giao cho Binh bộ thượng thư Đinh Nhữ Quỳ đánh dẹp, đồng thời kêu gọi quân đội các nơi đến trợ giúp. Các đạo binh mã tập trung ở kinh thành lên tới 10 vạn người. Tuy nhiên quân đội chi viện đã nghe theo sự chỉ đạo của gian thần Nghiêm Tung, kiên quyết không ra tiếp ứng, mặc cho quân Yểm Đáp hoành hành cướp phá. Sau tám ngày cướp bóc liên tục, Yểm Đáp cảm thấy hài lòng nên cho quân rút lui. Một năm sau thất bại nặng nề này, Gia Tĩnh buộc phải mở cửa vùng biên cương để các thương nhân Mông Cổ tự do giao thương.

#### Thực dân Bồ Đào Nha
Đế quốc Bồ Đào Nha là quốc gia châu Âu đầu tiên thiết lập quan hệ ngoại giao với nhà Minh vào năm 1513. Quan hệ giữa hai quốc gia khá tốt đẹp cho đến khi đế quốc này thôn tính vương quốc Malacca, một nước chư hầu của nhà Minh, dẫn đến quan hệ xấu đi. Đỉnh điểm của sự căng thẳng Trung-Bồ thời gian này là vào năm 1521, khi Dương Đình Hòa tuyên bố cắt đứt quan hệ với Bồ Đào Nha và cấm họ đặt đại sứ quán tại Quảng Châu theo thỏa thuận ban đầu, trừ khi Bồ Đào Nha trao trả lại độc lập cho Malacca. Tuy nhiên, phía Bồ Đào Nha đã từ chối tuân theo, dẫn đến trận hải chiến Đồn Môn vào tháng 4 năm đó. Nhà Minh đã đánh bại Bồ Đào Nha trong trận chiến này, buộc họ phải rút lui khỏi hải phận Trung Quốc.
Đến năm 1522, nhà Minh lại đánh bại đế quốc Bồ Đào Nha trong một trận hải chiến khác ở Shancaowan, thuộc Đại Tự Sơn ở Hồng Kông ngày nay. Một số lượng lớn thủy thủ Bồ Đào Nha đã bị bắt và tàu chiến của họ bị phá hủy. Hạm đội Bồ Đào Nha buộc phải rút lui về Malacca. Bất chấp quan hệ thù địch, các thương nhân Bồ Đào Nha vẫn duy trì việc giao thương buôn bán bất hợp pháp ở bờ biển Phúc Kiến với sự trợ giúp của các thương nhân địa phương tham nhũng có quan hệ chính thức. Mãi đến năm 1535, nhà Minh mới cho phép các thương nhân Bồ Đào Nha có được quyền neo tàu ở các bến cảng và thực hiện hoạt động giao thương, mặc dù không có quyền ở trên bờ.
Quan hệ hai nước phần nào được cải thiện vào thập niên 1550. Khoảng năm 1552–1553, các thương nhân Bồ Đào Nha có được sự cho phép tạm thời để lưu trữ hàng hóa trên kho được dựng trên bờ, mục đích là để hàng hóa được khô ráo. Một thỏa thuận lịch sử được ký kết vào năm 1557 khi nhà Minh chính thức cho phép người Bồ Đào Nha thành lập một cơ sở giao thương và khu dân cư lâu dài tại Áo Môn (Ma Cao ngày nay), nhưng họ phải trả 500 lạng bạc mỗi năm như là tiền thuê đất cho triều đình nhà Minh. Người Bồ Đào Nha tiếp tục trả tiền thuê hàng năm cho đến năm 1863 để được quyền sinh sống và buôn bán tại khu vực này.

#### Oa khấu

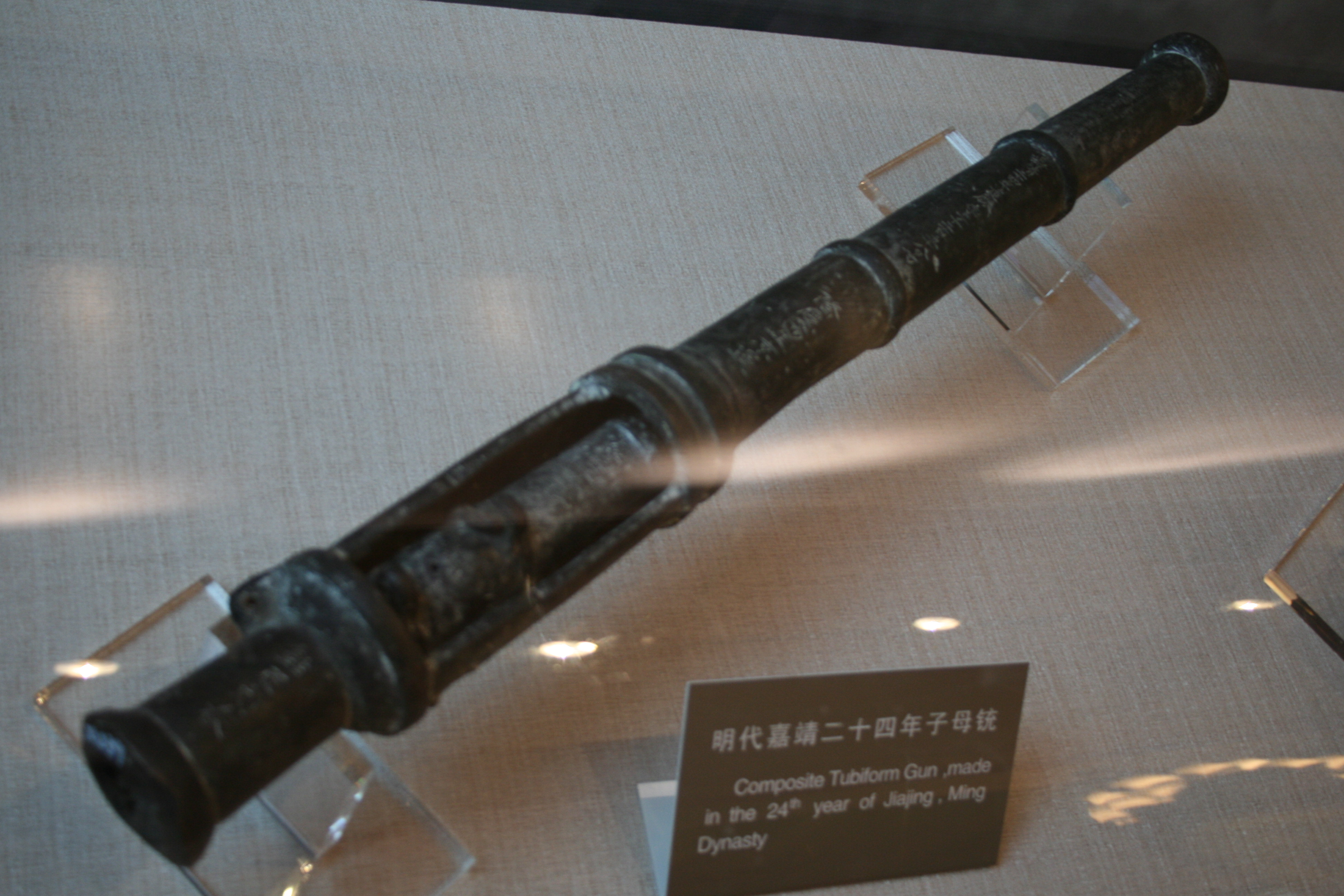
Pháo nạp đạn của quân đội nhà Minh được chế tạo vào thời Gia Tĩnh, 1545.

Sau Loạn Yểm Đáp, Gia Tĩnh lại phải lo đến nạn cướp phá của hải tặc Nhật Bản ở bờ biển phía đông nam trong suốt những năm thập niên 1550. Đây là một cuộc nổi loạn của bọn cướp biển Oa khấu của Nhật Bản gồm mấy ngàn tên cầm đầu, bao gồm những thành phần như thương nhân, rōnin, kẻ buôn lậu và có cả binh lính. Tuy nhà Minh gọi chúng là "Oa khấu" nhưng thực tế thì hai phần ba nhân lực của toán cướp này lại là người Trung Quốc. Trước đây, nhà Minh từng thiết lập chính sách hạn chế thương mại phi nhà nước với Nhật Bản để dập tắt nạn Oa khấu, trong khi vẫn cho phép buôn bán chính thức theo con đường nhà nước, gọi là Hải cấm. Tuy nhiên, những hạn chế nghiêm ngặt về những hoạt động giao thương trên biển đã nhiều thương gia Trung Hoa lén buôn bán phi pháp với Nhật Bản, để tự bảo vệ quyền lợi của mình. Việc này dẫn đến sự hình thành giai đoạn hai của Oa khấu, khi hải tặc Nhật Bản đồng lõa với hải tặc Trung Hoa và bành trướng lực lượng. Trong thời kỳ này, lực lượng và giới lãnh đạo Oa khấu thay đổi rõ rệt, với thành phần người Trung Quốc tăng lên rất nhiều. Đám cướp này từng đi quấy rối nhiều nước lân cận như Nhật Bản, Triều Tiên và bắt đầu chuẩn bị cướp phá hải phận của Trung Quốc. Nghe tin đó, năm 1552, Gia Tĩnh nghe lời các đại thần, tập trung một đội quân thường trực mạnh để bảo vệ vùng biển.
Năm 1554, giặc Oa đổ bộ vào đất liền, đánh bại đội quân tuần tra của nhà Minh ở bờ biển, uy hiếp hai thành phố lân cận Nam Kinh và Hàng Châu. Gia Tĩnh vô cùng lo lắng, phái quân trấn áp mãi nhưng không ngăn chặn được. Năm 1555, hải tặc lại tấn công Hàng Châu, tiến quân ào ạt như sóng dữ, giết chết nhiều người dân. Quân triều đình đến đàn áp cũng bị chúng đánh bại. Năm 1556, thành Đồng Hương thất thủ. Năm 1553, Gia Tĩnh đòi Bộ binh thượng thư Nam Kinh là Trương Kinh đi tuần ở bờ biển, sau vì nghe lời gièm pha của con trai gian thần Nghiêm Tung là Triệu Văn Hoa. Gia Tĩnh đã chém đầu Trương Kinh vì lý do Sợ giặc làm lỡ cơ hội.
Lúc giặc Oa chưa dẹp yên thì trong quân đội triều Minh xuất hiện danh tướng lừng danh Thích Kế Quang. Ông ta huấn luyện quân lính nghiêm khắc và rất có tài thao lược, lại yêu thương quân sĩ hết lòng, Gia Tĩnh cho phép ông làm tổng chỉ huy. Dưới sự lãnh đạo tài tình của Thích Kế Quang cùng các tướng Du Đại Du và Lưu Hiển, quân đội nhà Minh đã tạo nên chiến thuật "uyên ương trận", liên tục chiếm ưu thế nên mấy lần đánh Oa khấu đều thắng. Đầu năm 1558, quân Minh đánh thắng Oa khấu trong trận quyết định ở Chiết Giang, Phúc Kiến và đốt cháy thuyền chiến của chúng, tiêu diệt tổng cộng hơn mấy ngàn tên cướp. Giặc Oa cuối cùng cũng được dẹp yên.

### Sùng phụng Đạo giáo

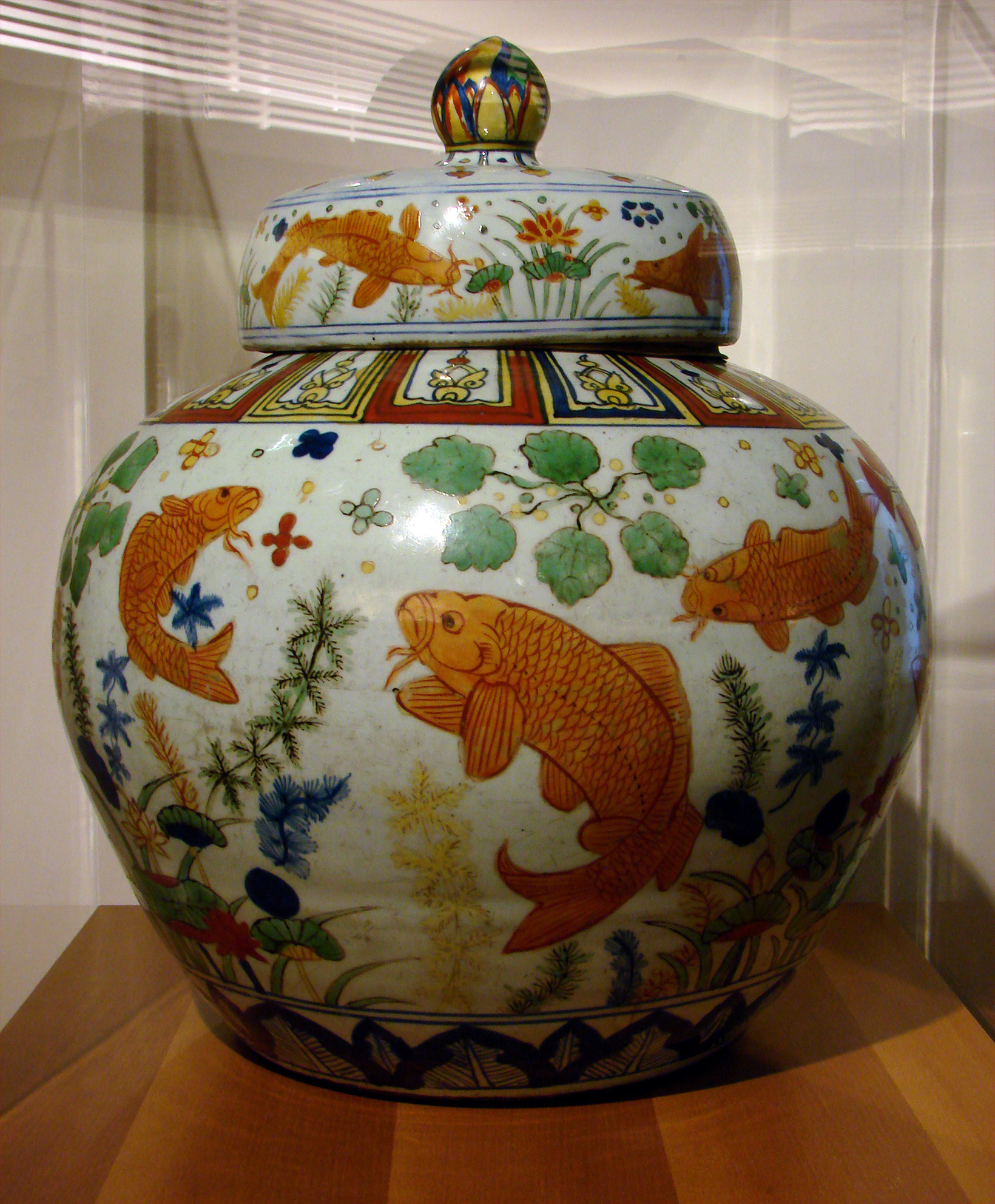
Một chiếc bình sứ với thiết kế cá tráng men, từ thời Gia Tĩnh.

Gia Tĩnh Đế sau nhiều năm trị vì, vào tuổi trung niên bắt đầu lao vào cuộc sống phóng túng, ăn chơi vô độ, không còn lưu tâm đến chính sự. Ông đâm ra mê đắm Đạo giáo, lạm dụng nhân sĩ, tôn sùng Đạo giáo trong cung, luyện đơn dược để mong trường sinh bất lão. Trong thời gian này, Gia Tĩnh đã xây dựng ba ngôi đền Đạo giáo bao gồm Nhật Đàn, Địa Đàn và Nguyệt Đàn và mở rộng diện tích của Thiên Đàn. Gia Tĩnh ngoài mê tín Đạo giáo, còn tin tưởng vào điềm lành. Rất nhiều tiểu nhân, gian thần đã bịa đặt ra điềm lành để được hoàng đế ban thưởng, còn những người có ý khuyên can như Hộ bộ chủ sự Hải Thụy thì bị tống vào nhà lao. Nhân sĩ Đào Trọng Văn (陶仲文) và nịnh thần Cố Khải Học (顾可学) do yêu mị chiều chuộng Gia Tĩnh, dần được cất nhắc chức vị.
Gia Tĩnh ham muốn được bất tử nên ông cho mời rất nhiều phương sĩ vào cung luyện đan. Do yêu cầu về một trong số các nguyên liệu luyện đơn dược là lấy kinh lần đầu của phụ nữ, Gia Tĩnh thường xuyên lạm dụng, hành hạ các cung nữ và đối xử rất tàn bạo với họ. Những hành vi lấy kinh này được thực hiện không ngừng ngay cả khi các cung nữ bị ốm và bất kỳ người nào không muốn tham gia đều bị xử tử theo ý thích của ông. Một biến cố đã xảy ra vào tháng 10 năm 1542 khi một số cung nữ vì quá oán hận nên quyết định mưu sát ông, nhân lúc vua đang ngủ đã cùng nhau vào hậu cung lấy dải ruy băng trên tóc của họ để siết cổ ông cho chết, nhưng bọn họ lại sơ ý thắt không chặt một nút quanh cổ ông, nên may thay Gia Tĩnh chỉ ngất đi chứ chưa chết. Trong lúc ông chưa hồi tỉnh, tất cả các cung nữ tham gia vào vụ phản nghịch này đều bị triều đình xử lăng trì cùng gia đình của họ, trong đó có Tào Đoan phi - một phi tần rất được Gia Tĩnh sủng ái. Đây là vụ Nhâm Dần cung biến (壬寅宮變) nổi tiếng trong lịch sử.
Từ sau sự kiện cung biến trên, Gia Tĩnh lui về thâm cung chuyên tâm tu đạo, luyện đan dược trường sinh, Thủ phụ Nghiêm Tung (严嵩) được Gia Tĩnh tin tưởng giao hết chính sự cho hắn vào năm 1539. Nghiêm Tung là kẻ mưu mô xảo quyệt rất biết cách lấy lòng Gia Tĩnh song lại là kẻ bất tài. Trong nhiều năm nắm quyền, Nghiêm Tung tàn hại nhiều trung lương như Hạ Ngôn (夏玲), Dương Kế Thịnh (楊繼盛) và Thẩm Luyện (沈鍊).
Sự tôn sùng của hoàng đế đối với Đạo giáo đã trở thành gánh nặng tài chính nặng nề cho chính quyền nhà Minh, khiến triều chính dần dần đi xuống, phong trào nhân dân đấu tranh chống triều đình ngày càng mạnh mẽ, nổi bật là Khởi nghĩa thợ mỏ Sơn Đông (山東礦工起義), Khởi nghĩa Trần Khanh (陳卿起義), Khởi nghĩa Thái Bá Quán (蔡伯貫起義).
Trận động đất kinh hoàng nhất mọi thời đại, trận động đất Thiểm Tây 1556 đã làm chết hơn 800.000 người, xảy ra dưới triều đại của Gia Tĩnh.

### Diệt họ Nghiêm
Do đại thần Hạ Ngôn khi còn sống từng tiến cử Từ Giai với Gia Tĩnh cho nên sau khi lật đổ Hạ Ngôn, Nghiêm Tung rất cảnh giác với ông ta. Từ Giai thấu hiểu được tình hình này nên bên ngoài vẫn tỏ ra vui vẻ thân thiện, không có biểu hiện gì chống đối Nghiêm Tung. Để lấy lòng Nghiêm Tung, ông còn tìm cách kết thông gia với Nghiêm Tung. Nghiêm Tung thấy vậy rất hài lòng, nghĩ rằng Từ Giai không có ý hại mình, liền tâu vua xin thăng chức cho Từ Giai lên làm Lễ bộ thượng thư Đông Các đại học sỹ, cho phép tham dự triều chính. Tuy nhiên bản thân Nghiêm Tung cũng không ngờ rằng Từ Giai đang tìm cách để trừ khử y.
Đầu năm 1560, Vĩnh Thọ cung nơi Gia Tĩnh Đế ở bị hỏa hoạn, ông đành chuyển qua sống ở Điện Ngọc Hy. Điện này vừa nhỏ vừa thấp, lại thiết kế sơ sài, không chắc chắn. Gia Tĩnh hỏi Nghiêm Tung, Nghiêm Tung khuyên Gia Tĩnh Đế đừng xây lại Vĩnh Thọ cung mà qua ở tạm tại Nam cung (nơi mà Minh Anh Tông ở lúc trước khi mất ngôi hoàng đế). Gia Tĩnh tỏ ra không hài lòng điều này nên lại hỏi Từ Giai (徐階), Từ Giai khuyên Gia Tĩnh nên cố chịu sống tạm ở Ngọc Hy điện một năm để lấy thời gian đó mà xây dựng lại cung Vĩnh Thọ. Gia Tĩnh rất hài lòng với ý kiến này. Năm 1561, Vĩnh Thọ cung đã hoàn thành, Gia Tĩnh đã đổi tên nó thành Vạn Thọ cung, ban thưởng rất hậu cho Từ Giai và trách Nghiêm Tung là kẻ tối dạ. Nghiêm Tung bắt đầu lo lắng cho địa vị sau này của mình.
Sự xuất hiện của một hàng loạt nhân tài khiến Gia Tĩnh thay đổi thái độ với Nghiêm Tung. Hắn bị thất sủng và dần bị cô lập. Các đại thần trong triều cũng căm ghét ông ta, họ muốn kiên kết với nhau để trừ khử gia đình họ Nghiêm. Gia Tĩnh nhận ra nguyện vọng của các quần thần, liền hỏi Đại học sĩ Từ Giai, Thích Kế Quang và các đại thần cách trừng trị Nghiêm Tung, họ đồng thanh đáp: "Tội ác của cha con họ Nghiêm nhiều không kể xiết, bệ hạ nên xử lý thật đúng đắn và dứt khoát, nếu không hậu họa sẽ khó lường".
Gia Tĩnh làm theo lời Từ Giai, hạ lệnh cách chức Nghiêm Tung vào tháng 4 năm 1562 và ép phải từ quan về quê, đồng thời tống con ông ta là Nghiêm Thế Phan vào ngục, sau đày hắn tới bán đảo Lôi Châu, Quảng Đông. Sau khi lật đổ cha con Nghiêm Tung, Đại học sĩ Từ Giai nắm triều chính, với nhiều chính sách đổi mới của Từ Giai, triều Gia Tĩnh đã khởi sắc trong 5 năm cuối cùng.

## Qua đời
Mặc dù thời gian cai trị 45 năm của Gia Tĩnh phần lớn đã mang lại cho Trung Quốc một giai đoạn thái bình và ổn định lâu dài, nhưng sự thờ ơ chính sự của ông vào những năm cuối đời đã gián tiếp dẫn đến sự suy tàn của vương triều nhà Minh vào đầu thế kỷ 17. Phong cách trị nước của ông về sau đã được cháu nội Minh Thần Tông mô phỏng trong thời gian tại vị của mình.
Về cuối đời, Gia Tĩnh rất khát khao được trường sinh bất lão. Để thỏa mong ước này, ông nhiều lần uống thuốc chế từ thủy ngân. Sau một thời gian dài uống thuốc, sức khỏe của hoàng đế bắt đầu suy kiệt; tứ chi sưng phù, sắc mặt xám xịt, chân bước không vững, nói năng cũng rất khó khăn.
Tháng giêng năm 1565, đạo sĩ Vương Châm (王针) ở Thiểm Tây đã bào chế ra thuốc kim thạch dựa vào Chư phẩm tiên phương, Dưỡng lão tân thư mà ông ta tự bịa ra. Thành phần của loại thuốc này không rõ ràng, sau khi Gia Tĩnh uống vào cảm thấy chóng mặt hoa mắt, chảy máu ở mũi, bất tỉnh, sau đó thì nằm liệt giường.
Năm 1567, Gia Tĩnh lại uống rất nhiều thuốc kim thạch để trường thọ nhưng sau đó trúng độc rất nặng, nhiều ngự y bó tay vì ông uống quá liều. Cuối cùng, vào ngày 23 tháng 1, một tuần trước Tết Nguyên Đán, Gia Tĩnh Đế lâm bệnh nặng và qua đời ở cung Vạn Thọ, thọ 60 tuổi.
Gia Tĩnh được dâng miếu hiệu là Thế Tông (世宗), thụy hiệu là Khâm Thiên Lý Đạo Anh Nghị Thần Thánh Tuyên Văn Nghiễm Vũ Hồng Nhân Đại Hiếu Túc Hoàng đế (欽天履道英毅聖神宣文廣武洪仁大孝肅皇帝), được an táng ở Vĩnh Lăng (永陵) trong Minh Thập Tam lăng.
Thời điểm Gia Tĩnh được chôn cất rất gần với thời điểm hoàn thành bản sao của bộ Vĩnh Lạc đại điển. Gia Tĩnh đế qua đời vào tháng 12 năm 1566 âm lịch, nhưng chỉ được chôn cất ba tháng sau đó, vào tháng 3 năm 1567. Có một khả năng là triều đình đã cố gắng đợi bản thảo được hoàn thành.
Dụ vương Chu Tái Kỵ theo di chiếu lên kế vị, tức Minh Mục Tông.

## Hình tượng trong nghệ thuật
Gia Tĩnh được miêu tả trong các bức tranh chân dung cung đình đương đại, cũng như trong các tác phẩm nghệ thuật khác. Ví dụ, trong bức tranh toàn cảnh dưới đây, có thể thấy hoàng đế ở nửa bên phải đang cưỡi một con chiến mã màu đen và đội mũ lông chim. Ông được phân biệt với đoàn vệ sĩ tùy tùng là một người có dáng người cao bất thường.

## Gia quyến
- Thân phụ: Hưng Hiến vương Chu Hữu Nguyên, sau truy tôn làm Duệ Tông Hiến Hoàng đế (睿宗獻皇帝).
- Thân mẫu: Từ Hiếu Hiến Hoàng hậu Tưởng thị (慈孝獻皇后, ? - 1538), người Đại Hưng, con gái của Trung binh mã Chỉ huy sứ Ngọc Điền bá Tưởng Ninh (蔣斅), chính thất của Hưng vương. Sau khi Gia Tĩnh Đế kế vị, tấn tôn Hưng Quốc Hoàng thái hậu (興國皇太后).
- Thứ mẫu : Thứ phi Vương thị (王氏; ? - 1532), sinh một công chúa. Gia Tĩnh Đế kế vị, tôn vị Thục phi (淑妃), khi mất truy phong Ôn Tĩnh Thục phi (溫靜淑妃).
- Anh em :

1. Chu Hậu Hi (朱厚熙; 7/7/1500 - 12/7/1500), mẹ là Tưởng thị. Chết sau khi sinh năm ngày, truy phong Nhạc vương (岳王).
2. Trưởng nữ (1501 - 1504), mẹ là Tưởng thị, chết yểu, truy phong Trường Ninh Công chúa (長寧公主).
3. Nhị nữ (1503 - 1512), mẹ là Vương thị, chết yểu, truy phong Thiện Hoa Công chúa (善化公主).
4. Tam nữ (1506 - 1525), mẹ không rõ, được phong Vĩnh Phúc Công chúa (永福公主), lấy Cẩm y vệ Chỉ huy sứ Ổ Cảnh Hòa (邬景和).
5. Tứ nữ (1510 - 1540), mẹ là Tưởng thị, được phong Vĩnh Thuần Công chúa (永淳公主), lấy Tạ Chiếu (謝詔), có cháu trai là Tạ Mậu Công (谢懋功).

### Hoàng hậu
1. Hiếu Khiết Túc Hoàng hậu Trần thị (孝洁肃皇后陈氏, 1508 - 1528), người Nguyên Thành, con gái của Tú tài Trần Vạn Ngôn (陳萬言). Tư sắc mỹ lệ, nhưng bị sẩy thai liên tục khiến Gia Tĩnh Đế ghét bỏ, có ý phế đi, nhưng quần thần can ngăn. Sau khi qua đời, sơ thụy Điệu Linh Hoàng hậu (悼灵皇后), táng ở chỗ của Hoàng quý phi. Về sau Minh Mục Tông đã an táng lại Trần Hoàng hậu theo đúng lễ nghi, cải thụy thành Hiếu Khiết (孝洁).
2. Phế Hoàng hậu Trương thị (廢后張氏, ? - 1537), nhập cung cùng với Trần Hoàng hậu và Cung phi Văn thị, lập làm Thuận phi (顺妃). Sau khi Trần Hoàng hậu băng được 3 tháng, được lập làm Hoàng hậu, đến năm 1534 thì bị phế. Có thuyết vì Trương Hoàng hậu nói giúp em trai của Hiếu Thành Kính Hoàng hậu, khiến Gia Tĩnh Đế đại nộ.
3. Hiếu Liệt Hoàng hậu Phương thị (孝烈圣皇后方氏, 1516 - 1547), người Giang Ninh, cha là Phương Thái (方泰). Năm 1531, Phương thị cùng 8 người nữa nhập cung, sách phong Đức tần (德嫔), đứng đầu Cửu tần. Sau khi Trương Hoàng hậu bị phế, bà được lập làm Kế Hoàng hậu, ra mắt Tông miếu yết lễ.
4. Hiếu Khác Hoàng hậu Đỗ thị (孝恪皇后杜氏, 1510 - 1554), nhập cung làm Khang tần (康嫔), sau phong Khang phi (康妃). Khi mất, truy phong Vinh Thục Khang phi (荣淑康妃). Sinh mẫu của Minh Mục Tông, khi Mục Tông kế vị truy phong làm Hiếu Khác Hoàng hậu.

### Phi tần
1. Trang Thuận Hoàng quý phi Thẩm thị (莊順皇貴妃沈氏, 1520 - 1581), nhập cung năm 1531, sách phong Hy tần (僖嫔). Năm 1534, được tấn phong làm Thần phi (宸妃), rồi Quý phi (贵妃). Năm 1540, cùng Vương Quý phi đồng tấn thăng làm Hoàng quý phi. Năm 1542, Đoan phi Tào thị bị xử lăng trì, bà nhận nuôi con gái của Đoan phi là Ninh An Công chúa đến khi Công chúa xuất giá. Qua đời thọ 60 tuổi, thụy đầy đủ là Trang Thuận An Vinh Trinh Tĩnh Hoàng quý phi (庄顺安荣贞静皇貴妃).
2. Vinh An Hoàng quý phi Diêm thị (榮安皇貴妃阎氏, ? - 1541), người Sơn Tây. Nhập cung năm 1531, Diêm thị được phong Lệ tần (丽嫔). Năm 1534, tấn phong Lệ phi (丽妃), vài năm sau tấn phong Quý phi (贵妃), khi chết truy tặng Hoàng quý phi. Sinh ra Ai Trùng Thái tử.
3. Đoan Hòa Hoàng quý phi Vương thị (端和皇貴妃王氏, ? - 1553), nhập cung năm 1531, sách phong Trang tần (莊嫔). Năm 1536, sách phong Chiêu phi (昭妃). Năm 1540, cùng Thẩm thị sách phong Hoàng quý phi. Bà sinh ra Trang Kính Thái tử.
4. Cung Hi Trinh Tĩnh Quý phi Văn thị (恭僖貞靖貴妃文氏; ? - 1592), con gái Cẩm y vệ Chỉ huy đồng tri Văn Minh (文明), vốn là cung nữ của Tưởng Thái hậu với thân phận Nữ quan. Sau khi Thái hậu qua đời, được Gia Tĩnh Đế sủng hạnh, năm 1545 lập làm Kính phi (敬妃), sau tấn phong Quý phi (貴妃). Sau khi mất, táng ở Điệu lăng.
5. Vinh An Quý phi Mã thị (榮安貴妃馬氏; ? - 1564), con gái Cẩm y vệ Chỉ huy đồng tri Mã Cảnh (馬景). Nhập cung năm 1542, ngày 12 tháng 2 phong Trinh phi (貞妃), cư trú tại Tây uyển của Nhân Thọ cung.
6. Quý phi Chu thị (貴妃周氏; ? - 1540), không rõ ghi chép, chỉ biết được an táng cạnh mộ Hiếu Khiết Túc Hoàng hậu.
7. Điệu Ẩn Cung phi Văn thị (悼隱恭妃文氏, ? - 1532), cha là Văn Vinh (文荣), do Văn thị đắc sủng nên được thăng làm Tứ phẩm Cẩm y vệ Đới bổng Chỉ huy thiêm sự, mẹ là Quách thị (氏.) Năm 1522, nhập cung cùng Hiếu Khiết Túc Hoàng hậu Trần thị và Thế Tông Trương Hoàng hậu, sách phong Cung phi (恭妃).,Năm 1527, trong một lần dâng trà mà Trần Hoàng hậu đại nộ sảy thai, không lâu sau thì qua đời. Sau vì có tội mà bị giam trong cung, qua đời khi hơn 20 tuổi, bị đưa tang theo lễ Tần vị. Không có con.
8. Hoài Vinh Hiền phi Trịnh thị (懷榮賢妃鄭氏, ? - 1536), con gái Cẩm y vệ Chính thiên hộ Trịnh Hoài (鄭淮), nhập cung làm Hiền tần (贤嫔). Mất sớm, truy phong Hiền phi (賢妃).
9. Vinh Chiêu Đức phi Trương thị (榮昭德妃張氏; ? - 1574), con gái Cẩm y vệ Chỉ huy sứ Trương Cương (張剛). Không rõ thời điểm nhập cung, năm 1521 phong Đức phi (德妃), sinh Gia Thiện công chúa.
10. Đoan Tĩnh Cung Huệ Thục phi Trương thị (端靜恭惠淑妃張氏), nhập cung năm 1542, ngày 12 tháng 2 phong Thục phi (淑妃), cư trú tại Tây uyển của Nhân Thọ cung.
11. Cung Thục An Hy Vinh phi Dương thị (恭淑安僖荣妃楊氏, ? - 1566), con gái Phiêu kị Tướng quân kiêm Cẩm y vệ Chỉ huy sứ Dương Triều Tông (楊朝宗), vốn là cung nữ, về sau bị chết trong đám cháy, được Gia Tĩnh truy phong làm Vinh phi (榮妃).
12. Cung Hy Lệ phi Vương thị (恭僖麗妃王氏, ? - 1553), con gái Cẩm y vệ Đới bổng Chỉ huy Thiêm sự Vương Đính (王頂), vốn là cung nữ, qua đời truy phong Lệ phi (麗妃).
13. Đoan Huệ Vĩnh phi Từ thị (端惠永妃徐氏), con gái Cẩm y vệ Đới bổng Chỉ huy sứ Từ Lễ (徐禮), năm 1547 phong Vinh phi (永妃).
14. Tào Đoan phi (曹端妃, ? - 1542), con gái Tào Tể (曹濟), tư sắc diễm lệ, vốn là sủng phi của Minh Thế Tông, sơ phong Đoan tần (端嬪) rồi Đoan phi (端妃) về sau bị Phương Hoàng hậu tuyên xử lăng trì do thông đồng trong vụ Nhâm Dần cung biến (壬寅宮變). Sinh ra Thường An công chúa và Ninh An công chúa.
15. Lư Tĩnh phi (盧靖妃. ? - 1588), con gái Cẩm y vệ Đô chỉ huy thiêm sự Lư Huệ (盧惠), mẹ là Đổng thị (董氏). Lư thị nhập cung năm 1531, sách phong Hòa tần (和嫔), sau phong Tĩnh phi (靖妃). Sinh ra Hoàng tứ tử Cảnh Cung vương Chu Tái Quyến.
16. Giang Túc phi (江肅妃), cha là Cẩm y vệ Đô chỉ huy thiêm sự Giang Dương (江洋). Sơ phong Cung tần (恭嫔), sau lai thăng Túc phi (肅妃), sinh ra Hoàng ngũ tử Dĩnh Thương vương Chu Tái Lữ.
17. Triệu Ý phi (趙懿妃, ? - 1569), người phủ Vệ Huy, con gái Cẩm y vệ Chỉ huy thiêm sự Triệu Nhữ Thành (趙汝誠). Sơ phong Vinh tần (榮嬪), sau thăng Ý phi (懿妃), sinh Hoàng lục tử Thích Hoài vương Chu Tái.
18. Triệu Vinh phi (趙荣妃).
19. Bao Nghi phi (包宜妃; ? - 1550), con gái Cẩm y vệ Chỉ huy sứ Bao Quỳ (包逵). Nhập cung năm 1523, chưa được sách phong đã qua đời, khi mất truy phong Nghi phi (宜妃).
20. Trần Ung phi (陳雍妃, ? - 1586), con gái Cẩm y vệ Chỉ huy thiêm sự Trần Toản (陳瓚). Sơ phong Ung tần (雍嬪), sau thăng Ung phi (雍妃), sinh Hoàng thất tử Kế Ai vương Chu Tái Quỳ.
21. Thẩm An phi (沈安妃), con gái Cẩm y vệ Đới bổng Chính thiên hộ Thẩm Khâm (沈欽). Nhập cung năm Gia Tĩnh thứ 10 (1531), sơ phong An tần (安嬪), sau thăng An phi (安妃).
22. Vương Thần phi (王宸妃), con gái Cẩm y vệ Đồng tri Vương Giám (王鑑), vốn là cung nữ, khi mất truy phong Thần phi (宸妃).
23. Vương Tĩnh phi (王靖妃), chỉ được nhắc đến trong "Quốc các"《国榷》
24. Vương Trinh phi (王貞妃), chỉ được nhắc đến trong "Quốc các"《国榷》
25. Vương Huy phi (王徽妃), con gái Cẩm y vệ Đới bổng Chính thiên hộ Vương Thụ (王受). Nhập cung năm Gia Tĩnh thứ 16 (1537), ngày 17 tháng 4 phong Huy tần (徽嬪), sau thăng Huy phi (徽妃), sinh Tư Nhu công chúa.
26. Vương Hoài phi (王懷妃; ? - 1557), vốn là cung nữ, khi mất truy phong Hoài phi (懷妃).
27. Trần Tĩnh phi (陳靜妃, ? - 1550), vốn là cung nữ, khi mất truy phong Tĩnh phi (靜妃).
28. Hà Mục phi (何睦妃; ? - 1551), người phủ Khai Phong, con gái Cẩm y vệ Chính thiên hộ Hà Trăn (何臻). Vốn là cung nữ, khi mất truy phong Mục phi (睦妃).
29. Thượng Thọ phi (尚壽妃; 1549 - 1610), con gái Phiêu kị tướng quân kiêm Tả đô đốc thiêm sự Thượng Thần (尚臣). Nhập cung làm cung nữ, sơ phong Cung ngự (宮御), sau thăng Mỹ nhân (美人), Quý nhân (貴人) rồi Thọ phi (壽妃).
30. Cao Hòa phi (高和妃; ? - 1555), người phủ Đại Danh, con gái Cẩm y vệ Phó thiên hộ Cao Đình Chương (高廷璋). Vốn là cung nữ, khi mất truy phong Hòa phi (和妃).
31. Cảnh Bình phi (耿平妃; ? - 1555), người phủ Hà Gian, con gái Cẩm y vệ Đới bổng Phó thiên hộ Cảnh Thế Kiệt (耿世傑). Vốn là cung nữ, khi mất truy phong Bình phi (平妃).
32. Ngô Định phi (吳定妃; ? - 1555), người phủ Quảng Bình, con gái Cẩm y vệ Phó thiên hộ Ngô Đăng (吳登). Vốn là cung nữ, khi mất truy phong Định phi (定妃).
33. Chư Tĩnh phi (諸靜妃; ? - 1563), xuất thân cung nữ, khi mất truy phong Tĩnh phi (靜妃).
34. Lý Thuận phi (李順妃; ? - 1556), người phủ Đại Danh, con gái Lý Quả (李果). Vốn là cung nữ, khi mất truy phong Thuận phi (李果).
35. Vu Nghi phi (于宜妃; ? - 1560), em gái Cẩm y vệ Đới bổng Phó thiên hộ Vu Thành (于成). Vốn là cung nữ, khi mất truy phong Nghi phi (宜妃).
36. Trương An phi (張安妃; ? - 1558), người phủ Thuận Thiên, em gái Cẩm y vệ Đới bổng Phó thiên hộ Trương Quốc Tương (張國相). Vốn là cung nữ, khi mất truy phong An phi (安妃).
37. Vương Trang phi (王庄妃), người phủ Trấn Giang, sau dời đến Kim lăng. Nhập cung làm cung nữ, tính cách khiêm nhường tiết kiệm, có thơ được ghi lại trong tập thờ của Tiền Khiêm Ích (錢謙益), khi mất truy phong Trang phi (庄妃).
38. Trữ Yến phi (褚晏妃; ? - 1553), con gái Cẩm y vệ Đới bổng Phó thiên hộ Trữ Giang (褚江). Vốn là cung nữ, khi mất truy phong Yến phi (晏妃).
39. Đỗ Trang phi (杜庄妃; ? - 1565), xuất thân cung nữ, khi mất truy phong Trang phi (庄妃).
40. Cam phi (甘妃), không rõ phong hiệu.
41. Vương Ninh tần (王宁嫔, ? - 1542), cháu gái Cẩm y vệ Chỉ huy Thiêm sự Vương Trù (王稠), chủ mưu vụ Nhâm Dần cung biến, bị xử lăng trì cùng Tào Đoan phi.
42. Vương Trang tần (王庄嫔), con gái Cẩm y vệ Đới bổng Chính thiên hộ Vương Hùng (王雄). Nhập cung năm Gia Tĩnh thứ 10 (1531), ngày 25 tháng 2 phong Trang tần (庄嫔).
43. Vương Dụ tần (王裕嫔).
44. Tống Lệ tần (宋丽嫔).
45. Dư Vinh tần (余榮嬪).
46. Quách Ninh tần (郭寧嬪; ? - 1564), người Hà Nam, xuất thân thường dân.
47. Lý Thường tần (李常嫔)
48. Mã Thường tần (马常嫔; ? - 1557), vốn là cung nữ, qua đời truy phong Thường tần (常嫔).

### Hậu duệ

#### Hoàng tử
| TT | Họ tên               | Tước vị                            | Sinh             | Mất              | Mẹ                     | Ghi chú |
| -- | -------------------- | ---------------------------------- | ---------------- | ---------------- | ---------------------- | --- |
| 1  | Chu Tái Cơ 朱載基    | Ai Trùng Thái tử 哀沖太子          | tháng 8, 1533    | tháng 10, 1533   | Vinh An Hoàng quý phi  | Chết non, táng tại Thiên Thọ Sơn, Minh Thập Tam lăng                                                                                                 |
| 2  | Chu Tái Duệ 朱載壡   | Trang Kính Thái tử 莊敬太子        | 1536             | tháng 4, 1549    | Đoan Hòa Hoàng quý phi | Năm 1549, Thế Tông làm lễ trưởng thành cho Hoàng tử. Trong buổi lễ, bị cảm lạnh rồi qua đời 2 ngày sau đó Táng tại Thiên Thọ Sơn, Minh Thập Tam lăng |
| 3  | Chu Tái Kỵ 朱載坖    | Mục Tông Trang Hoàng đế 穆宗莊皇帝 | 4 tháng 3, 1537  | 5 tháng 7, 1572  | Hiếu Khác Hoàng hậu    | |
| 4  | Chu Tái Quyến 朱載圳 | Cảnh Cung vương 景恭王             | 29 tháng 3, 1537 | 9 tháng 2, 1565  | Lư Tĩnh phi            | Là một trong hai người con được phong Vương duy nhất còn sống của Thế Tông, không có con cái                                                         |
| 5  | Chu Tái Lỗ 朱載𪉖    | Dĩnh Thương vương 颍殇王           | 8 tháng 9, 1537  | 9 tháng 9, 1537  | Giang Túc phi          | Chết non |
| 6  | Chu Tái ?            | Thích Hoài vương 戚怀王            | 1 tháng 10, 1537 | 5 tháng 8, 1538  | Triệu Ý phi            | Chết non |
| 7  | Chu Tái Quỳ 朱载㙺   | Kế Ai vương 蓟哀王                 | 29 tháng 1, 1538 | 14 tháng 2, 1538 | Trần Ung phi           | Chết non |
| 8  | Chu Tái Túc          | Quân Tư vương 均思王               | 23 tháng 8, 1539 | 16 tháng 4, 1540 | Triệu Vinh phi         | Chết non |

#### Hoàng nữ
| TT | Tước vị                      | Họ tên               | Sinh | Mất  | Năm kết hôn | Phu quân                | Mẹ                 | Ghi chú                                   |
| -- | ---------------------------- | -------------------- | ---- | ---- | ----------- | ----------------------- | ------------------ | ----------------------------------------- |
| 1  | Thường An Công chúa 常安公主 | Chu Thọ Anh 朱壽媖   | 1536 | 1549 |             |                         | Tào Đoan phi       | Mất khi còn trẻ, chưa thành hôn           |
| 2  | Tư Nhu Công chúa 思柔公主    | Chu Phúc Viên 朱福媛 | 1538 | 1549 |             |                         | Vương Huy phi      | Mất sớm                                   |
| 3  | Ninh An Công chúa 宁安公主   | Chu Lộc Trinh 朱禄媜 | 1539 | 1607 | 1555        | Lý Hoà (李和)           | Tào Đoan phi       | Con trai là Lý Thừa Ân (李承恩)           |
| 4  | Quy Thiện Công chúa 归善公主 | Chu Thụy Vinh 朱瑞嬫 | 1541 | 1544 |             |                         | Trần Ung phi       | Chết yểu                                  |
| 5  | Gia Thiện Công chúa 嘉善公主 | Chu Tố Chân 朱素嫃   | 1541 | 1564 | 1559        | Hứa Tụng Thành (许从诚) | Vinh Chiêu Đức phi | Còn xưng là Yên Thái Công chúa (安泰公主) |